# Фридланд, Владимир Маркович
Владимир Маркович Фридланд (1919—1983) — советский учёный-географ и почвовед, доктор географических наук.

## Биография
Родился 21 декабря 1919 года в городе Новомосковск (Екатеринославская губерния, Украинская Народная Республика).
В 1937 году поступил на геолого-почвенный факультет Московского государственного университета, специальность «почвоведение».
В 1941 году был мобилизован в Красную Армию, направлен на учёбу в Высший военный гидрометеорологический институт в Москве. В 1944 году окончил институт по специальности «метеорология». До октября 1945 года служил инженером-синоптиком в бюро погоды Черноморского флота в городе Севастополь.
В декабре 1945 года поступил в аспирантуру Почвенного института им. В. В. Докучаева Академии наук СССР. Его научным руководителем был заведующий Отделом географии и картографии почв И. П. Герасимов.
В 1949 году защитил диссертацию по теме «Опыт изучения вертикальной зональности почв Большого Кавказа», на учёную степень кандидата геолого-минералогических наук.
В 1948—1964 годах работал в Почвенном институте:
- младший научный сотрудник (1948—1954)
- старший научный сотрудник (1954—1962)
- исполняющий обязанности заведующего отделом (1962—1964).

Занимался исследованиями процессов выветривания в тропических странах. Сформулировал учение о структуре почвенного покрова, ставшее основой составления почвенных карт разного масштаба.
В 1964 году защитил докторскую диссертацию по теме «Почвы и коры выветривания влажных тропиков на примере Северного Вьетнама» (доктор географических наук).
В июне 1964 года перешёл в Института географии АН СССР на должность старшего научного сотрудника, где проработал до 1970 года, закончив свой главный труд «Структура почвенного покрова» (1972).
С 1970 года работал в Почвенном институте им. В. В. Докучаева, заведовал Отделом географии и классификации почв.
С 1968 года читал лекции по классификации почв, структуре почвенного покрова и почвам зарубежных стран на почвенном факультете МГУ.
Главный редактор Почвенной карты СССР масштаба 1:2 500 000, изданной в окончательном виде только на территорию РСФСР (1988). Автор научной и научно-популярной литературы.
Скончался 3 октября 1983 года в Москве.

## Семья
Жена — Половицкая, Мария Ефимовна (1920—1990) — советский географ-американист, доктор географических наук.
- Дочь Фридланд, Евгения Владимировна — советский почвовед, соавтор учебника «Неспецифические соединения почвенного гумуса» (1984).

## Награды и премии
- 1979 — Премия имени имени В. В. Докучаева АН СССР, за серию работ по географии и классификации почв.